# FX Empire
FX Empire est un site Web d’informations et de médias qui a été développé pour offrir des actualités financières aux traders actifs et aux investisseurs individuels. Il fournit des cotations du monde entier, des graphiques et des actualités financières couvrant les principaux marchés et offre aux utilisateurs divers outils de trading, des avis d’experts sur le Forex et les marchés.
Le site propose un important recueil  de données économiques gratuites sur le marché mondial, des outils commerciaux, des vidéos financières et des reportages. Bien que le site principal soit en anglais, FXEmpire.com propose sa page d'accueil et les rapports financiers dans 15 langues différentes dont l'allemand, le français, l'italien, le danois, le portugais, le russe, l’arabe, le turc, le grec et l'hébreu.

## Histoire
FXEmpire.com fait partie du réseau EmpireFX. Les visiteurs du site peuvent choisir parmi les actualités intrajournalières, quotidiennes et hebdomadaires et l'analyse du marché qui suit de près les marchés internationaux et créer un contenu exclusif d’heure en heure. L'équipe d'analyse de EmpireFX rédige des analyses basées sur des textes et des vidéos et propose des prévisions quotidiennes ou hebdomadaires sur l’évolution des marchés. Les utilisateurs ont la possibilité de consulter les données dans des articles et des graphiques ou de les voir dans des vidéos.

## Outils et services
FXEmpire.com fournit divers outils financiers, des actualités, des graphiques et environ 25 000 instruments financiers (tels que les actions, le Forex, les index, les matières premières, les obligations et les ETF).

### Outils de trading
FXEmpire.com offre aux utilisateurs des outils allant de calculatrices de carry trade à des convertisseurs de devises. FX Empire offre également un ensemble de graphiques de style java, conçus à la suite d'interviews avec des experts du Forex, qui intègrent les données qu'ils considèrent comme étant les plus utiles et nécessaires. 
Le site fournit également des études techniques, où chaque actif est examiné au moyen d’indicateurs d'analyse technique, de formules graphiques, des dernières informations et autres prévisions pour offrir des signaux d’achat et de vente experts concis basés sur plusieurs périodes.
Les outils de commerce qui sont actuellement disponibles comprennent:
- Calculateur de Fibonacci
- Calculateur de marge
- Calculateur de profit
- La Calculatrice des unités du Forex
- Calculateur de Points Pivots
- Calculateur de PIPS
- Calculateur de Carry Trade
- Calculateur du coût du spread
- Convertisseur de devises
- Données historiques
- Taux du Forex en continu
- Prix des matières premières en continu
- Prix des indices mondiaux majeurs
- Cours de la bourse en direct
- Taux du marché en direct
- Heures du Forex et du marché mondial

### Calculateur Fibonacci
La calculateur de Fibonacci est utilisé pour prédire les prix approximatifs cibles et générer les retracements de Fibonacci et les extensions de base des valeurs,,.

### Actualités et Analyses
Les actualités et analyses quotidiennes  sont mises à jour par une équipe de journalistes et d’analystes professionnels. L'équipe prépare des analyses fondamentales et techniques sur toutes les principales devises, les matières premières et les index. FX Empire était le premier portail à 'offrir l'analyse technique en vidéo. Le site propose des articles de presse concernant les devises, les matières premières, les événements économiques et les informations des banques centrales. L'équipe offre également aux utilisateurs du matériel pédagogique écrit, des études du principal courtier en Options Forex et en options binaire à la fois en format écrit et vidéo. En 2011, le site a prévu la chute du gaz naturel, alors que la plupart des marchés  s’attendaient à une hausse des prix.  FXEmpire.com a été cité dans plusieurs sites financiers réputés comme étant une source d’informations fiable,.

### Les marchés boursiers
FXEmpire.com fournit sur son site web des actualités et des analyses sur nombreuses bourses, comme le NYSE, le NASDAQ,  l’OMX Copenhagen 20, l’OMX Helsinki, le Stockholm OMX 30 et toutes les paires du marché Forex. 

### Experts
- Christopher Lewis

Lewis est analyste chez FX Empire depuis sa création. Il rédige des analyses quotidiennes et hebdomadaires sur le Forex et sur les matières premières en format texte et vidéo,.
- Barry Norman

Norman propose chaque jour  sur  FX Empire des analyses fondamentales et des actualités, ainsi quedes prévisions hebdomadaires et mensuelles. Norman est l’auteur de plusieurs livres publiés sur trading de FX. Surnommé "Binary Barry" pour sa connaissance des options binaires, Norman publie également une newsletter quotidienne confidentielle distribuée à plus de 25 000 traders. 
- James A. Hyerczyk

Hyerczyk travaille depuis 1982comme analyste fondamental et technique des marchés financiers. Son travail technique présente les techniques d’analyse de WD Gann. James concernant le  modèle, le prix et le temps. Il a contribué quotidiennement à l'analyse 
technique des marchés boursiers et des actualités des marchés.
- Cliff Wachtel

Wachtel est l'auteur d’un livre récompensé, Le guide prudent du Forex: Les façons les plus sûres et les plus intelligentes de survivre et de prospérer dès le début. Il a été conseiller financier, analyste, écrivain, formateur, trader et investisseur depuis plus de 30 ans dans une grande diversité de marchés et de classes d’actifs à travers le monde et collabore à de nombreuxmédias financiers,.